# Маеста

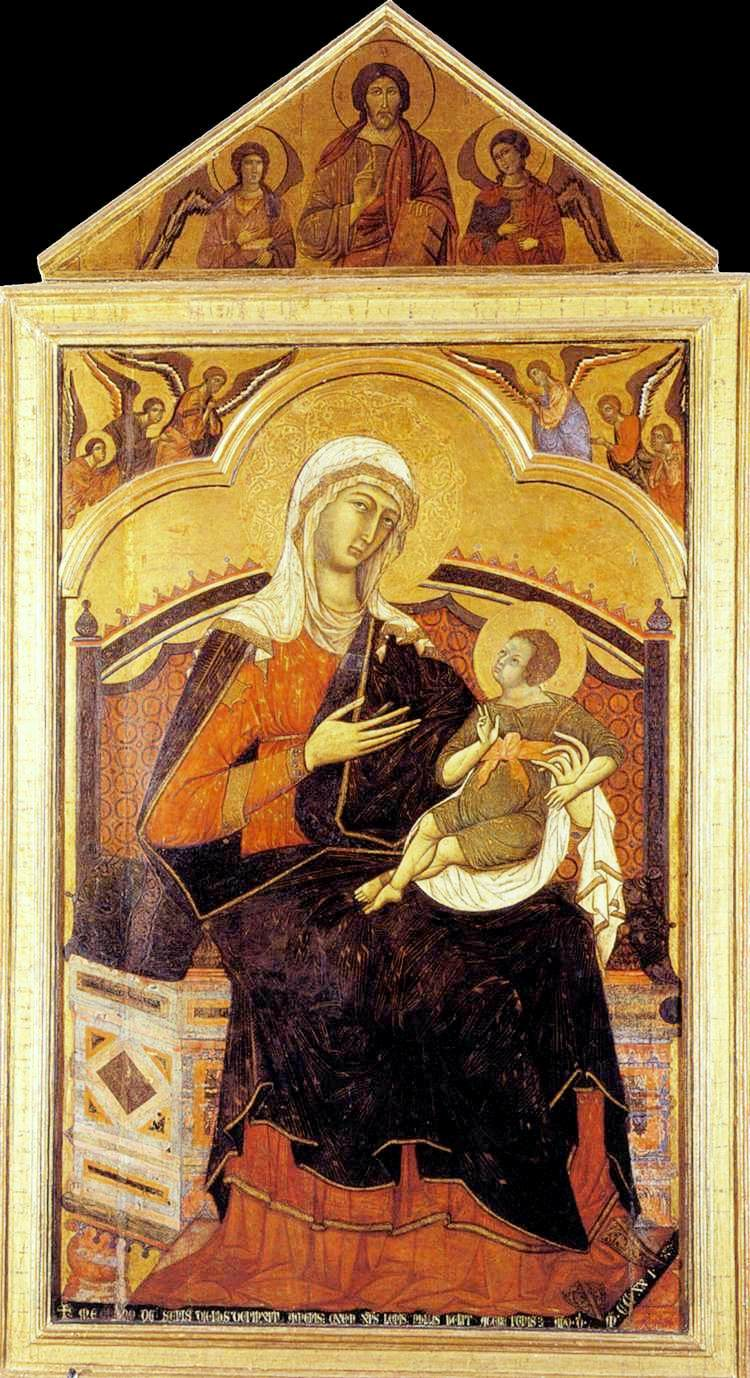
Гвідо да Сієна. «Маеста», ~1270 Сієна, Ратуша.

Маеста (італ. maestà — величання, звеличення) — різновид зображення Богоматері, що популярний в Італії в XIII столітті. Сюжет зображення італійські художники взяли з візантійської православної іконографії, але наповнили його іншим, специфічно місцевим змістом.

## Прототипи
Прототипами «Маеста» були два візантійських першоджерела: різновид зображення Богоматері, яка відома в Росії як «Похвала Богородиці», і «Богоматір Одигітрія». «Богоматір Одигітрія» (грецькою — «Захисниця подорожуючих») зображувалася по пояс із немовлям на руках, але іноді її зображували на троні. В основі іконографії «Похвали Богородиці» лежить пісня з канону пророкам, написаного в VIII столітті патріархом Германом Константинопольським «Зверху пророки проголошують», що знайшло відображення в православних іконах «Похвали Богородиці», де вона зображується небесною царицею на троні в оточенні пророків. З цією іконою пов'язане свято «Акафістна субота», яке встановилося у Візантії дещо пізніше. Свято присвячувалося Богоматері, як захисниці Константинополя від нашестя ворогів.

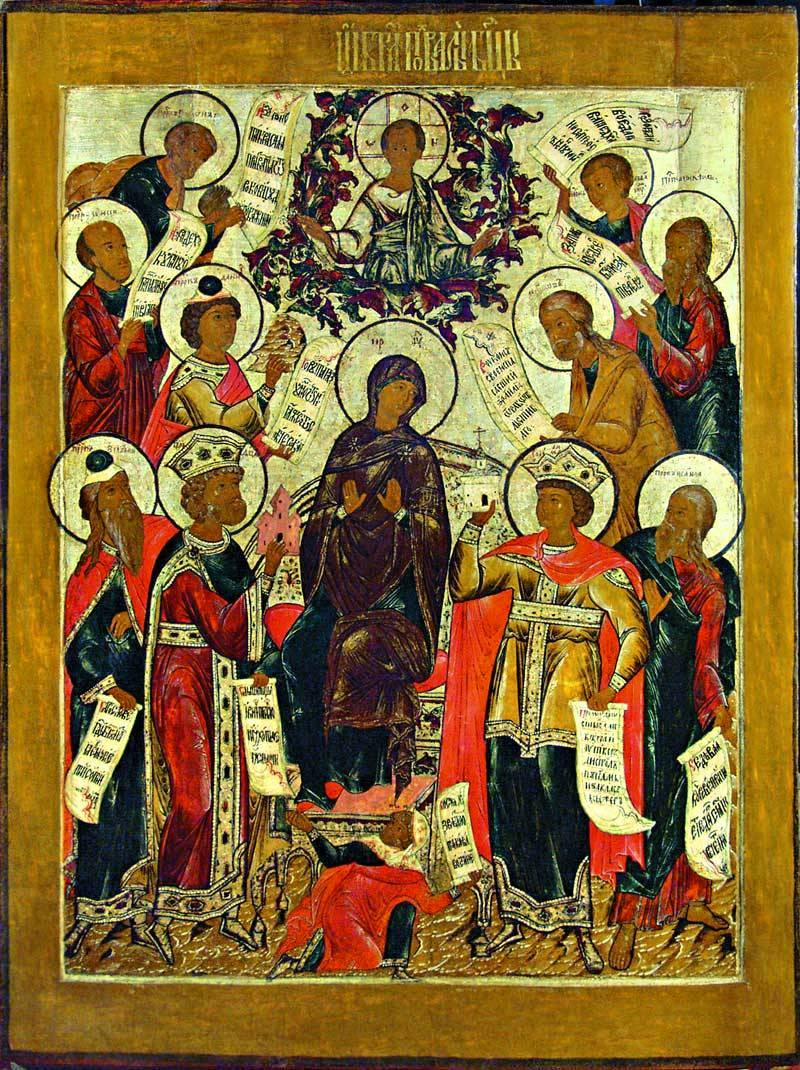
Ікона «Похвала Богородиці». XVII ст.

## Додавання типу
В Італії Богоматір також вважалася захисницею, і в особливі дні небезпеки з благаннями про допомогу зверталися в першу чергу до неї. Неофіційним центром культу Богородиці в Італії була Сієна.
У цьому місті-державі в XIII столітті в результаті протистояння з папством склалася особлива традиція возвеличення Богородиці, що реалізувалася в абсолютно оригінальних формах.

### Відмінність від ікони «Похвали Богородиці»

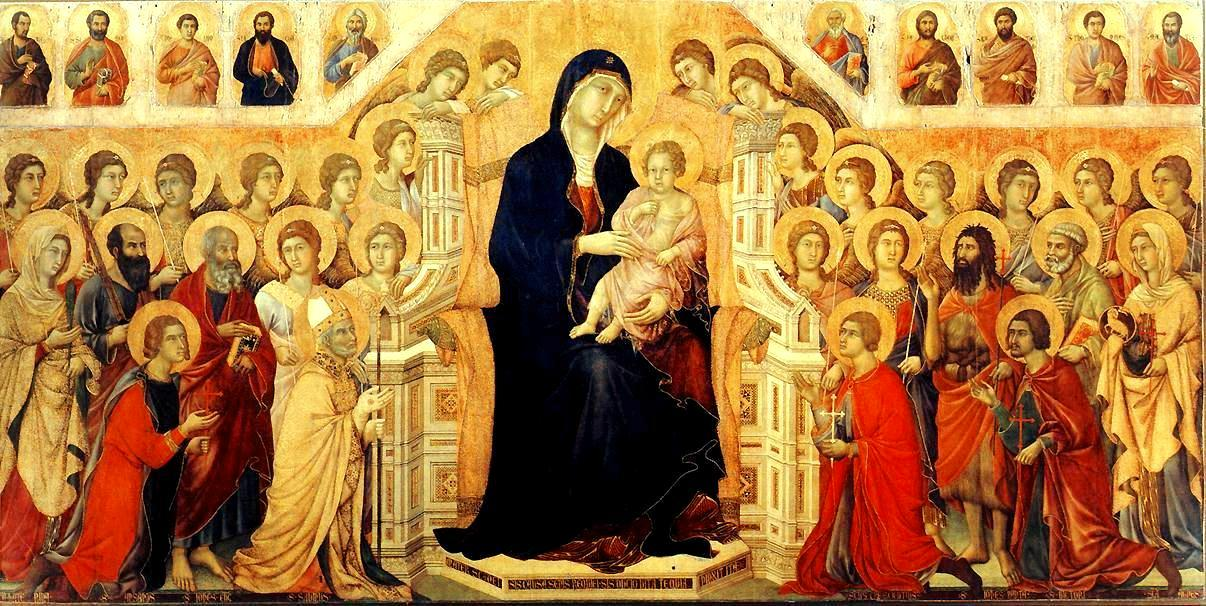
Вівтар ' (Богородиця з янголами та 26 сцен зі Страстей Христа) Дуччо ді Буонінсенья, 1308-11. Сієнський собор

В Сієні роль Богоматері, як захисниці міста, було розширено, фактично, до володарки міста, а величезні «портрети» Мадонни в образі «Маеста» прикрашали не лише храми, а й абсолютно усі державні установи — міську управу, де вона ніби була присутньою на всіх засіданнях уряду («Маеста» Гвідо да Сієна, «Маеста» Сімоне Мартіні, сюди ж можна включити і зображення «Маеста» Дуччо ді Буонінсенья, яку він написав для міської ратуші Сієни в 1302 році).
Головна відмінність «Похвали Богородиці» від «Маеста» полягає в тому, що перша є церковно-обрядовою приналежністю, а друга більшою мірою релігійно-політичною маніфестацією (для обрядових цілей — покладання ключів, хресного ходу в Сієні використовувалася інша ікона — «Мадонна дель Вото» (Мадонна дарів) Дієтісальві ді Спеме, але не гігантська «Маеста» Дуччо).
На відміну від перших ікон середини XIII століття, де Мадонна зображувалась на троні з немовлям на руках, а її царський статус позначався тільки натяками у вигляді царських орлів та короною на голові, вона стала надалі оточуватися святими і ангелами, тобто свитою, яка підтверджує її царський статус. Такою вона постає в «Маеста» Дуччо, де її свита, якщо вважати середній і верхній регістри вівтарної картини, сягає сорока персон. Тип зображення «Маеста» був дуже популярний в Італії в XIII і XIV століттях, тому більшість провідних митців у різних варіантах писали «Маеста», йдучи назустріч своїм замовникам.

## Твори
- Маеста (Дуччо)[es]
- Маеста (картина Сімоне Мартіні)